# Wango Tango
Wango Tango è un concerto annuale che si svolge dal 13 giugno 1998 nella radio KIIS-FM.

## Elenco

### 1998
Si è svolto il 13 giugno 1998, ed è stato la prima edizione
Hanno cantato:
- Mariah Carey
- Will Smith
- Hootie & The Blowfish
- Meredith Brooks
- Gloria Estefan
- Paula Cole
- Olivia Newton-John
- *NSYNC
- Vonda Shepard
- Amber
- All Saints
- Wyclef Jean
- Tom Jones

### 1999
Si è svolto il 12 giugno 1999, ed è stata la seconda edizione
Hanno cantato:
- Ricky Martin
- Britney Spears
- Will Smith
- 98 Degrees
- Blondie
- UB40
- Shaggy
- Nancy Sinatra
- Enrique Iglesias
- Fabrice Morvan
- Dianne Orellana

### 2000
Si è svolto il 13 maggio, è stata la terza edizione
Hanno cantato:
- *NSYNC
- Bosson
- Eiffel 65
- Hanson
- Marc Anthony
- Jessica Simpson (con Nick Lachey)
- Brian McKnight
- Sugar Ray
- Goo Goo Dolls
- Lenny Kravitz
- Enrique Iglesias
- Sisqó

### 2001
Si è svolto il 1º giugno, è stata la quarta edizione
Hanno cantato:
- 3LW
- Backstreet Boys
- Britney Spears
- Dianne Orellana
- American Hi-Fi
- Dream
- Eden's Crush
- Nelly Furtado
- Jessica Simpson
- Nikka Costa
- Shaggy
- Sean "Puffy" Combs
- Ricky Martin
- Samantha Mumba
- Wayne Newton
- Aerosmith
- The Bee Gees
- Vertical Horizon
- Pink/Mýa/Christina Aguilera (canzone "Lady Marmalade")

### 2002
Sì è svolto il 15 giugno
Hanno cantato:
- Vanessa Carlton
- Michelle Branch
- O-Town
- Craig Davis
- India.Arie
- Marc Anthony
- Paulina Rubio
- Nick Carter (con Aaron Carter)
- Kelly Osbourne (con Pure Rubbish)
- Pink (con Steven Tyler)
- Alanis Morissette
- No Doubt
- Céline Dion
- Will Smith
- Ja Rule (con Ashanti)
- Mary J. Blige

### 2003
Si è svolto il 17 maggio e hanno cantato:
- Kiss
- Sting
- Bowling for Soup
- Boomkat
- Amanda Perez
- Carlos Santana
- Christina Aguilera
- Ruben Studdard
- Lisa Marie Presley
- Sugar Ray
- Your Name Here...
- Nelly
- Tyrese
- Craig David
- Michelle Branch
- Jennifer Love Hewitt
- O-Town

### 2004
Tenutosi il 15 maggio, si sono esibiti:
- Ashlee Simpson
- Backstreet Boys
- Cassidy
- Enrique Iglesias
- Fefe Dobson
- the Black Eyed Peas
- Good Charlotte
- Haylie Duff
- Hilary Duff
- J-Kwon
- JC Chasez
- Janet Jackson
- Jessica Simpson
- Kimberley Locke
- Lenny Kravitz
- Maroon 5
- N.E.R.D
- Nick Cannon
- OutKast
- William Hung
- The Pussycat Dolls
- Rooney

### 2005
Il 14 maggio si sono esibiti:
- Gwen Stefani
- Will Smith
- Jennifer Lopez
- Kelly Clarkson
- The Black Eyed Peas
- Ludacris
- Backstreet Boys
- Ciara
- Lindsay Lohan
- Simple Plan
- Paulo Arago
- Natalie
- Ryan Cabrera
- The Pussycat Dolls

### 2006
Si è svolto il 7 maggio e ha visto sul palco:
- Kanye West
- Mary J. Blige
- Daddy Yankee
- Rihanna
- Ne-Yo
- Ray-J
- Natasha Bedingfield
- Nick Cannon
- Baby Bash

### 2007
L'edizione del 2007 si è svolta il 12 maggio. Hanno cantato:
- Meech
- Omarion
- Pitbull
- Gym Class Heroes
- Robin Thicke
- Elliott Yamin
- Baby Bash
- Paula DeAnda
- Fergie
- Kelly Clarkson
- Enrique Iglesias
- Ludacris

### 2008
L'edizione 2008 si è svolta il 10 maggio ed hanno preso parte:
- Pitbull
- Snoop Dogg
- Flo Rida
- Danity Kane
- Cherish
- Miley Cyrus
- Shwayze
- The Dey
- Jonas Brothers
- Your Name Here...

I The Dey non si presentarono sul palco, così il loro posto fu preso da Prima J.

### 2009
Il 9 maggio si esibirono:
- The Black Eyed Peas
- Kelly Clarkson
- Flo Rida
- Lady Gaga
- The All-American Rejects
- Soulja Boy
- Kevin Rudolf
- Pitbull
- Madcon
- Quest Crew
- Jeremih
- Kian
- Jamie Foxx
- FREQUENCY 5

### 2010
L'edizione 2010, tenuta il 15 maggio, fu organizzata in maniera differente. Il palco principale fu disposto al Stamples Center di Los Angeles, mentre il "Village Stage" fu disposto fuori dallo stadio.
Palco principale
- Usher
- Ludacris
- Taio Cruz
- Akon
- Justin Bieber
- Lucero Perez
- B.o.B
- Bruno Mars
- Rivers Cuomo
- Adam Lambert
- Iyaz
- Ke$ha
- David Guetta
- Kelly Rowland

Village Stage
- Auburn
- Alexis Jordan
- Ryan Cabrera
- JLS
- Wonder Girls
- Justin Gaston
- Charice
- Later Days

### 2011
L'edizione si è svolta il 14 maggio e si è articolata come l'edizione precedente. Hanno cantato::
Palco principale
- Cody Simpson
- Cobra Starship (si esibirono con Good Girls Go Bad senza l'accompagnamento di alcuna artista femminile, ma solo di una corista)
- New Boyz
- Selena Gomez
- Jason Derulo
- Far East Movement
- I semifinalisti di American Idol
- Matthew Morrison
- Lupe Fiasco
- Ke$ha
- T-Pain
- Pitbull
- Ne-Yo
- Jennifer Lopez
- Special Guest DJ Nick Cannon
- Special Guest Host Britney Spears

Village Stage
- Sabi
- LaLa Romero
- RPM
- Rej3ctz
- The Ready Set
- Star, Chase Jordan
- Cimorelli

### 2012
Nel 2012 l'evento si è svolto presso l'Home Depot Center il 12 maggio.
Palco principale
- Nicki Minaj
- Pitbull
- Maroon 5
- Foster the People
- B.o.B
- Gym Class Heroes
- J. Cole
- Big Sean
- Wiz Khalifa
- K'naan
- Chiddy Bang
- The Wanted
- Wallpaper
- Diggy Simmons
- Big Time Rush
- Carly Rae Jepsen
- Presentato da Ryan Seacrest
- Special Guest DJ Pauly D
- Special Guest Host Justin Bieber

Village Stage
- Colby O'Donis
- 7Lions
- Megan & Liz
- Zni
- W3 The Future
- Manika
- Eva Universe
- Elaine Faye

### 2013
Nel 2013 l'evento si è svolto presso l'Home Depot Center l'11 maggio.
Palco principale
- Avril Lavigne
- Bruno Mars
- Maroon 5
- Flo Rida
- will.i.am w/Shelby Spalione
- Demi Lovato
- Fall Out Boy
- Afrojack
- Miguel
- Icona Pop
- Krewella
- Emeli Sandé
- Ariana Grande
- Presentato da Ryan Seacrest
- Special Guest Host Britney Spears

Village Stage
- Emblem3
- Kalin And Myles
- Will Jordan
- Becky G
- Vali
- Asher Monroe
- Alex Jacke

### 2014
Nel 2014 l'evento si è svolto presso lo Stubhub Center il 1º maggio.
- Maroon 5
- Shakira
- R5
- OneRepublic
- Ed Sheeran
- Paramore
- Ariana Grande with Iggy Azalea and Big Sean
- The Chainsmokers
- Rixton
- Kid Ink
- A Great Big World with Christina Aguilera
- B.o.B
- Calvin Harris
- Zedd
- Tiësto
- Presentato da Ryan Seacrest

### 2015
L'edizione 2015 si è svolta presso lo Stubhub Center il 9 maggio.
Palco principale
- Fifth Harmony
- Tori Kelly
- Sia
- Jason Derulo
- Ne-Yo
- Calvin Harris
- Kanye West
- Nick Jonas
- Natalie La Rose
- Meghan Trainor
- David Guetta
- LunchMoney Lewis
- Justin Bieber
- Echosmith
- Presentato da Ryan Seacrest
- Special Guest Host R5

Village Stage
- Fifth Harmony
- Eden xo
- Jake Miller
- Hotel Lobby
- Wild Style
- Syd Youth
- Alyxx Dione
- Bean
- Los 5

2015